# Palácio Donn'Anna
O palácio Donn'Anna, localizado no início da Via Posillipo, é um palácio monumental do século XVII, bem como um dos palácios mais famosos de Nápoles. Fica num lugar de destaque na beira da água, no início da costa de Posillipo, a oeste do porto Mergellina.
O Palazzo Donn'Anna não é uma ruína: está simplesmente inacabado! Não é esse o seu charme?Original (em italiano): Palazzo Donn'Anna non è una rovina: è soltanto incompiuto! Non è forse questo il suo fascino?— trecho do filme Fuoco su di me  (em italiano)

## História
O edifício original no local foi provavelmente construído por Dragonetto Bonifacio no início do século XV. Foi herdado em 1630 pela mulher cujo nome hoje detém, Anna Carafa, duquesa de Stigliano e esposa de Ramiro Núñez de Guzmán, o vice-rei espanhol de Nápoles. Anna mandou renovar o edifício, sob a responsabilidade do arquiteto Cosimo Fanzago na década de 1640. Quando seu marido retornou sozinho à Espanha em 1644, o palácio inacabado foi abandonado e negligenciado. O palácio foi comprado pelos herdeiros de Anna Carafa por Teora Mirelli. O grandioso, mas deteriorado, edifício barroco, projetado diretamente para o mar, era um tema irresistível para os artistas dos séculos XVIII e XIX. Em particular, graças à vizinha vila de William Hamilton, muitos viajantes estrangeiros e britânicos ficaram fascinados. No início do século XIX, a estrutura ainda estava bastante degradada. No início de 1900, uma família francesa, Genevois, comprou-a e começou a transformá-la, restaurando-a como se encontra hoje. A ala ocidental foi vendida em 1928 à família Colonna di Paliano e, mais tarde, a muitas outras famílias, sendo fracionada pelos herdeiros de Genevois em unidades menores. Parte do edifício ainda é uma ruína, mas a maior parte da edificação é atualmente utilizada como residência, incluindo a galeria da negociante de arte Lia Rumma e do jogador de futebol do Nápoles, Dries Mertens.

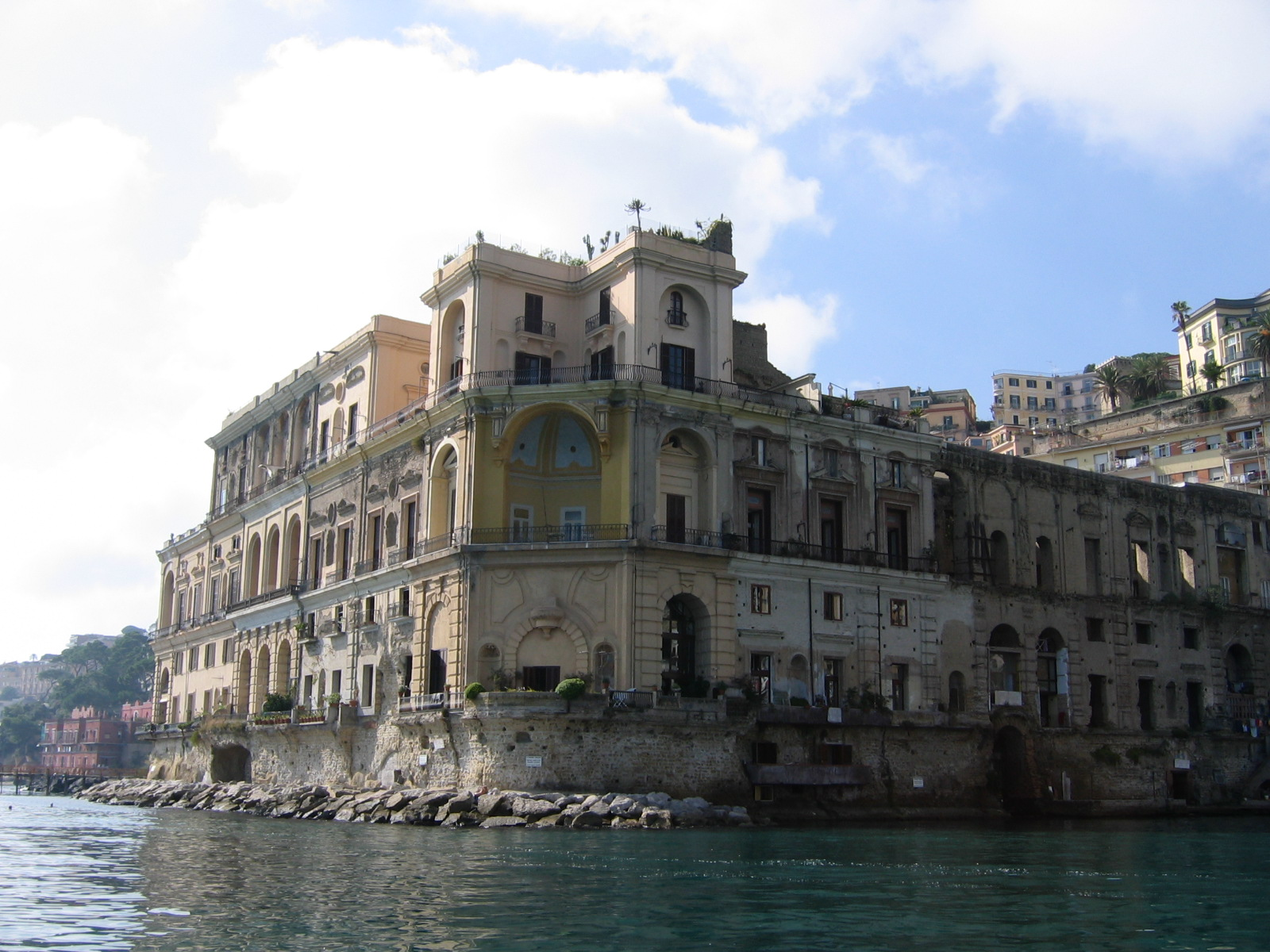
O palácio visto do mar
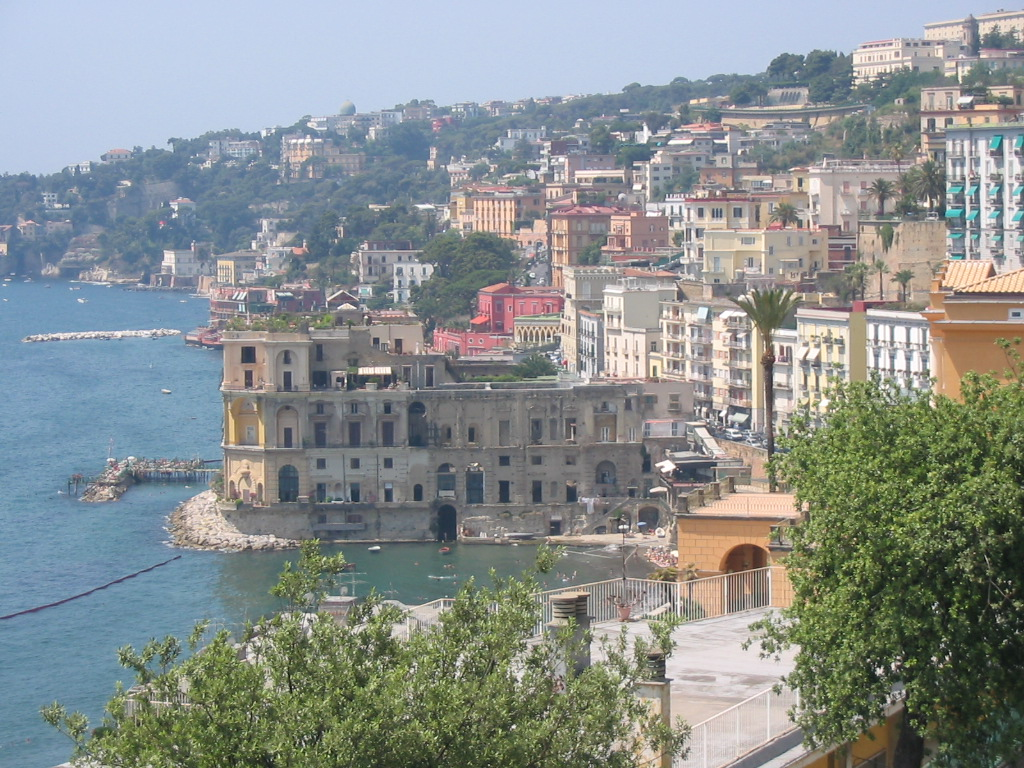
O edifício visto da via Orazio
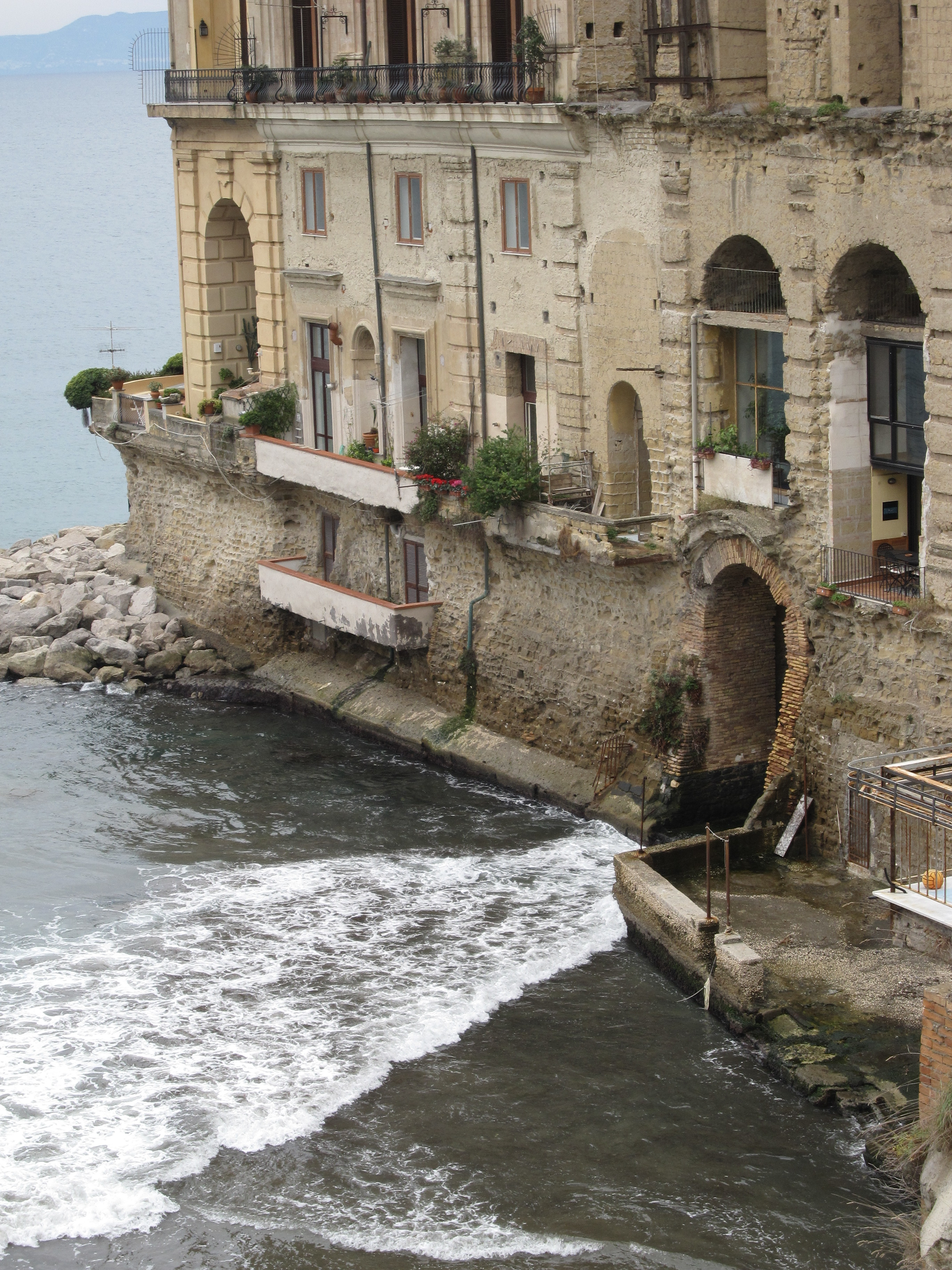
Detalhe do palácio
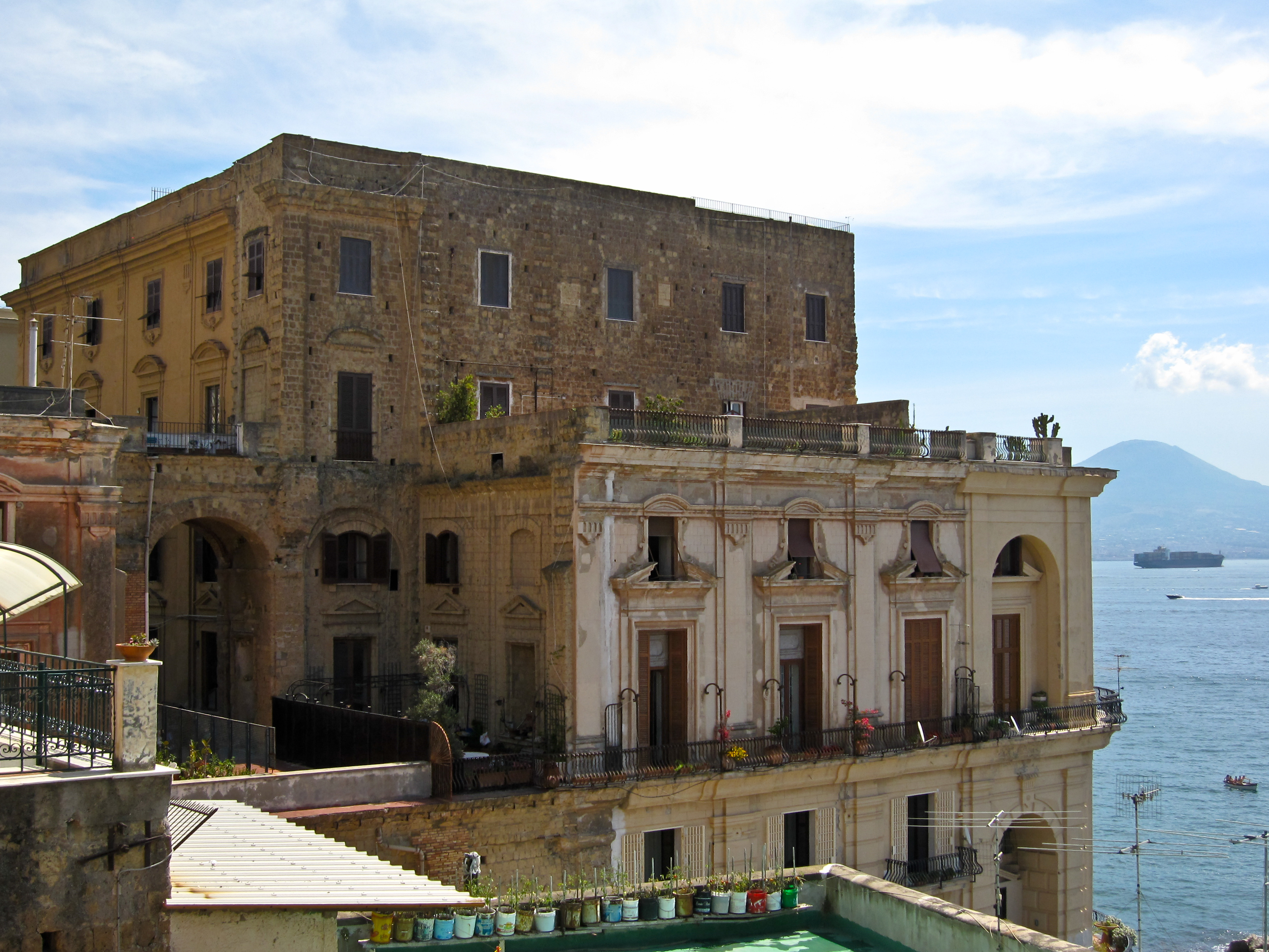
O palácio visto da Via Posillipo